# Schachweltmeisterschaft der Senioren 1999

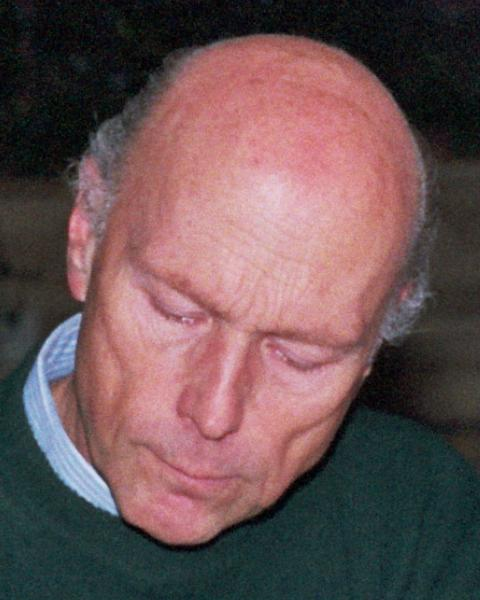
Jānis Klovāns, Seniorenweltmeister

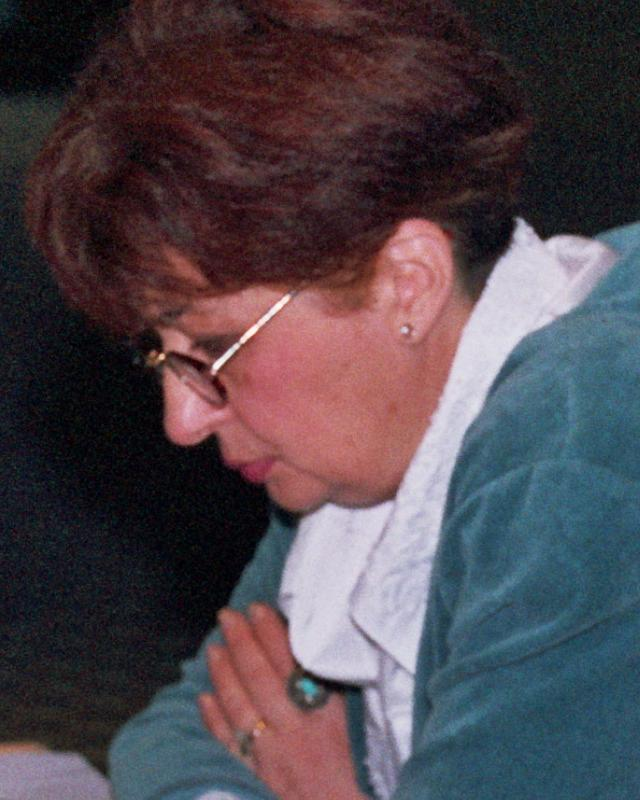
Tamar Chmiadaschwili, Seniorenweltmeisterin

Die Schachweltmeisterschaft der Senioren 1999 war ein internationales Schachturnier, das vom 7. bis 20. November 1999 im Haus des Gastes in Gladenbach ausgetragen wurde.
Die Seniorenweltmeisterschaft im Schach wurde von der FIDE und dem Deutschen Schachbund veranstaltet. An der offenen Weltmeisterschaft, die Jānis Klovāns gewann, nahmen 192 Männer und Frauen teil. Die separate Meisterschaft für 19 Frauen gewann Tamar Chmiadaschwili.

## Endstand der offenen Seniorenweltmeisterschaft

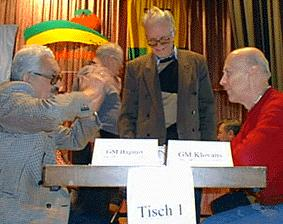
Bagirov – Klovans (1999)
Boris Arkhangelsky (stehend)

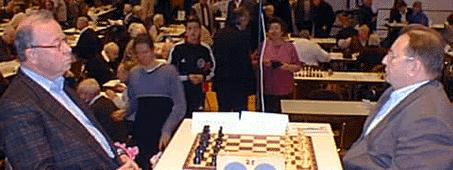
Uhlmann – Schestoperow (1999)

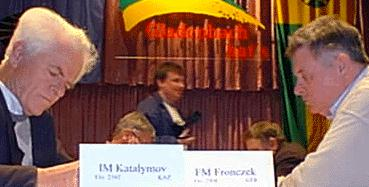
Katalymov – Fronczek (1999)

Insgesamt nahmen 192 Spieler teil.
| Rg | Teilnehmer           | Elo  | Land               | Punkte |
| -- | -------------------- | ---- | ------------------ | ------ |
| 1  | Klovāns, Jānis       | 2465 | Lettland           | 9,0    |
| 2  | Bagirow, Wladimir    | 2471 | Lettland           | 8,5    |
| 3  | Lein, Anatoli        | 2430 | Vereinigte Staaten | 8,5    |
| 4  | Taimanow, Mark       | 2407 | Russland           | 8,5    |
| 5  | Fronczek, Heinrich   | 2304 | Deutschland        | 8,0    |
| 6  | Uhlmann, Wolfgang    | 2461 | Deutschland        | 8,0    |
| 7  | Katalymov, Boris     | 2392 | Kasachstan         | 8,0    |
| 8  | Schestoperow, Alexei | 2417 | Russland           | 8,0    |
| 9  | Rosen, Willy         | 2276 | Deutschland        | 8,0    |
| 10 | Baumgartner, Heinz   | 2278 | Österreich         | 8,0    |
| 11 | Schabanow, Juri      | 2473 | Russland           | 8,0    |
| 12 | Chassin, Abram       | 2415 | Russland           | 7,5    |
| 13 | Archangelsky, Boris  | 2425 | Russland           | 7,5    |
| 14 | Krueger, Erich       | 2264 | Deutschland        | 7,5    |

## Endstand der Weltmeisterschaft der Seniorinnen
Insgesamt nahmen 19 Spielerinnen teil.

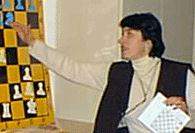
Nana Alexandria

| Rg | Teilnehmer               | Elo  | Land        | Punkte |
| -- | ------------------------ | ---- | ----------- | ------ |
| 1  | Chmiadaschwili, Tamar    | 2182 | Georgien    | 9,0    |
| 2  | Satulowskaja, Tatjana    | 2183 | Russland    | 8,5    |
| 3  | Sorokina, Tamara         | 2186 | Russland    | 8,0    |
| 4  | Gumilevskaja, Galina     | 2145 | Deutschland | 8,0    |
| 5  | Erenska-Radzewska, Hanna | 2229 | Polen       | 7,5    |
| 6  | Ankerst, Milka           | 2131 | Deutschland | 7,0    |

## Nana Alexandria
Bei der Einladung zur Seniorenweltmeisterschaft passierte ein kleines Missgeschick. Aufgrund der ungenauen Einladung war einigen Anreisenden nicht klar, dass sie bereits am 1. Januar das Mindestalter erreicht haben mussten. Wie zum Beispiel Nana Alexandria, die erst im Frühjahr 1999 fünfzig Jahre alt wurde. Es gab Tränen. Eine Lösung des Problems wurde gefunden, indem man ihr anbot, den Gladbachern interessante Partien zu erläutern, so dass sie nicht ganz umsonst angereist war.